# Alfarería en la provincia de Granada
La alfarería en la provincia de Granada ha destacado en el ámbito artesano español por sus focos alfareros de Guadix, Purullena, Villa de Otura, Cúllar y especialmente de la capital granadina. A este conjunto habría que añadir los trabajos cerámicos realizados por los pobladores árabes durante su dominio en la zona desde el siglo octavo hasta 1492, y el dilatado influjo de su herencia, muchas de cuyas formas, técnicas y decoración han pervivido hasta la actualidad. También ha de incluírse mención aquí sobre la cerámica nazarí, que originada en los alfares de Málaga llegaría a su máximo esplendor en la Alhambra, con piezas singulares como el azulejo Fortuny o el jarrón nazarí de los escudos.

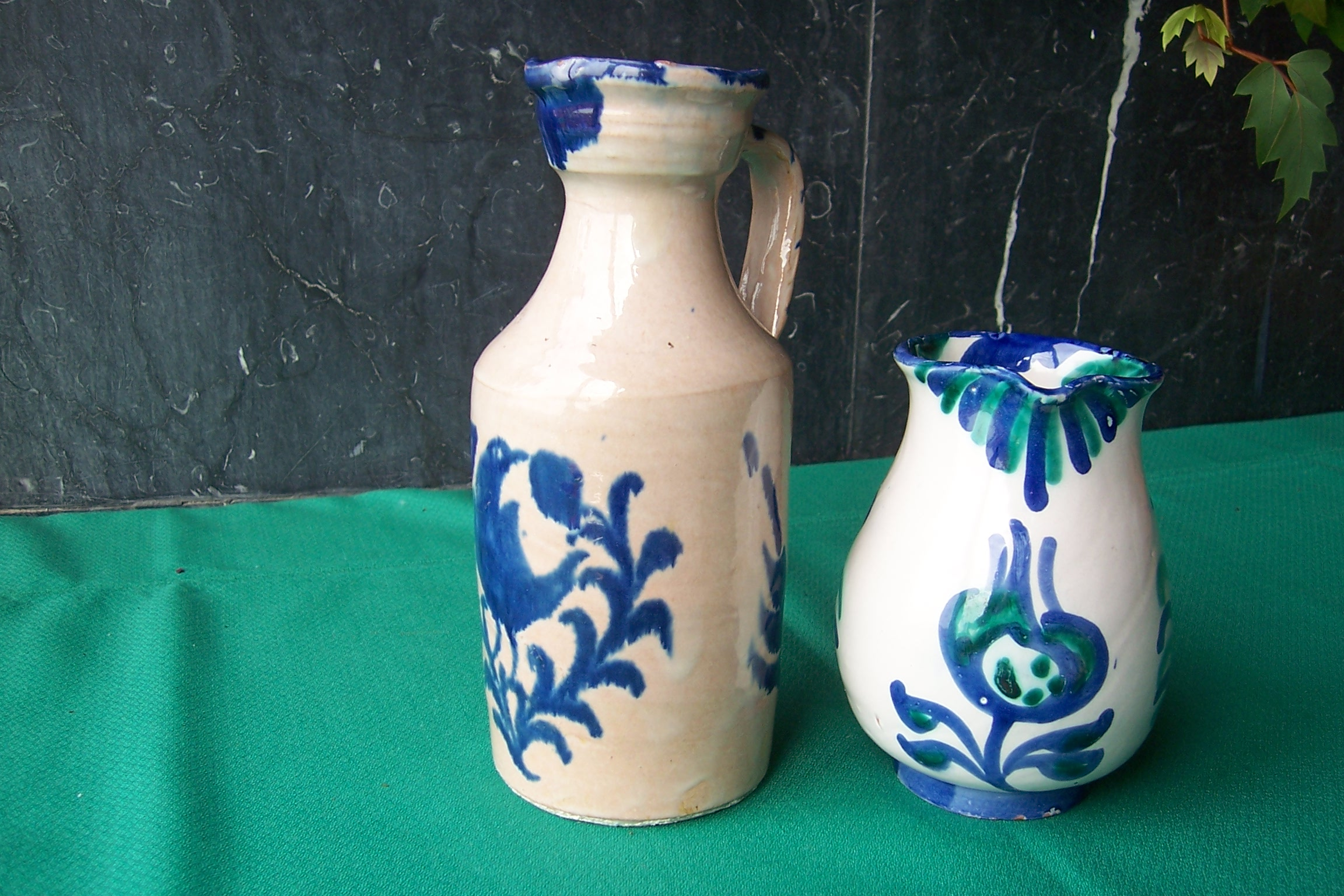
Lozas de Fajalauza, cacharrería popular en barro vidriado y decorado, originalmente elaborada en el Albaicín granadino, con una tradición alfarera que se remonta al año 1517.

## Focos alfareros

### Capital granadina
Cano Piedra y Garzón Cardenete recogen el dato de la profesión de "olleros" que aparece en una Real Cédula fechada de 1492, como únicos representantes del gremio de alfareros de entre los veinticinco alamines granadinos. En la lista de olleros granadinos del siglo XVI pueden leerse nombres moriscos como Juan el Valencí, Francisco el Guadixí, Alonso Alaconí o Martin de Abdary. También aparece en esa relación el nombre de Hernando Morales, posiblemente uno de los miembros más antiguos de una familia de alfareros y ceramistas granadinos. Otras sagas importantes han sido las de los Alonso de Torres, los Barajas, los Puertollano, o los Morales Moreno.
Estos precedentes afirman la importancia del foco alfarero de la capital de esta provincia, que tradicionalmente se mantuvo en torno a la puerta de Fajalauza, dando nombre a la loza popular granadina en general.
Especialistas como Natacha Seseña remarcan el paralelismo la producción de Fajalauza y las lozas de capital turolense, como los dos centros de la península ibérica donde mejor se ha conservado la tradición alfarera de origen morisco.
La modernización de los talleres y fábricas, la industrialización de barros y pigmentos (los tonos azules y verdes han variado por el uso de colorantes industriales de los óxidos de cobalto y cobre), y las exigencias de producción para el turismo y la exportación han adulterado la 'pureza ancestral' de la cerámica de Fajalauza, cuyo mercado, ya a finales del siglo veinte, llegaba hasta Japón).
La capital granadina también desarrolló alfares tinajeros, situados en su origen en las Eras de Cristo, en la antigua Carretera de Jaén, con un sofisticado y laborioso proceso de vidriado, documentado por los últimos alfareros del siglo XX y perceptible en los restos de producción conservados. Seseña menciona los típicos botijos verdes y las tradicionales perulas que Diego Velázquez o Julio Romero de Torres pintaron en algunos de sus cuadros de costumbres.

### Guadix
En esta población, de valioso legado urbanístico troglodita, los alfares se encontraban en las cuevas, elaborando piezas de roja arcilla en tornos excavados, y produciendo "pipos" (botijos convencionales o con forma de gallo), "botija" (cantarilla con dos asas y pitorro), cántaros y orzas convencionales, y una pieza singular y endémica de Guadix, la "jarra de las pajaritas" o jarra accitana (nombre que alude al de la antigua ciudad romana de Acci, allí enclavada).

### Almuñécar
Tuvo esta localidad producción de orzas con una personal decoración excisa de cordonado, usadas como tinajas para guardar vino o aceite. La primitiva elaboración de cántaros, botijos, anafes, cazuelas, ollas y cacharritos de juguete, degeneraría luego en piezas muy bruñidas y sin vidriar, de un rojo vivo imitando las ánforas y otras cerámicas encontradas en los abundantes yacimientos arqueológicos de la zona.

### Villa de Otura

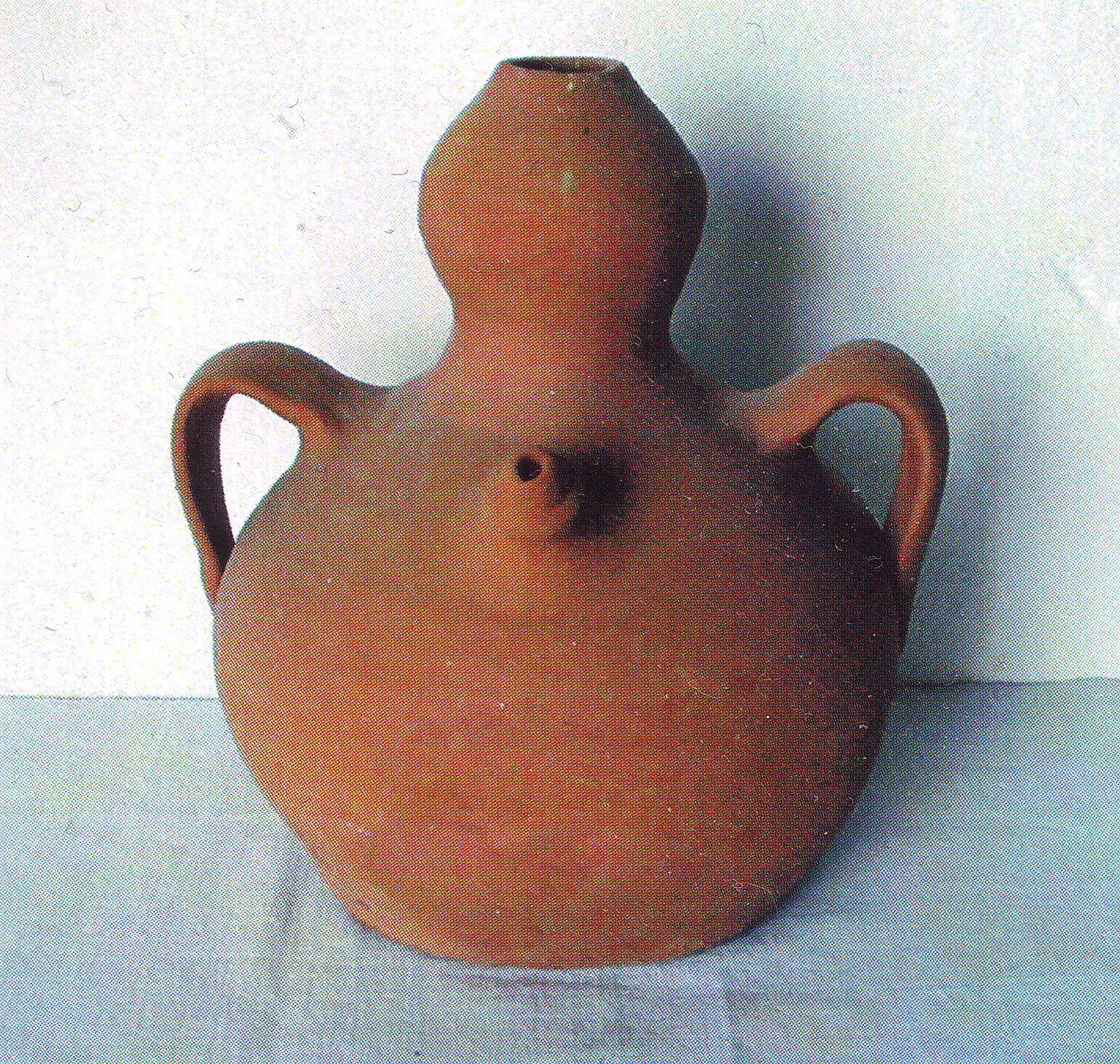
Calabacilla de pastor, calabaza de agua, botija de calabaza o botijo de pastor, hecha en el alfar de la familia Ruiz, en la Villa de Otura. Colección del Museo de Chinchilla de Monte-Aragón.

Aún queda recuerdo en la Villa de Otura de los alfares del barrio del Suspiro del Moro, como el de los hermanos Isidro y Manuel Ruiz Muros, censados en la Guía de Vossen, Seseña y Köpke.

### Purullena
Esta localidad comparte su tradición alfarera con el foco de Guadix, de donde procedían la mayoría de sus artesanos, destacándose por la producción de cacharrería, macetas, vinagreras, o las llamadas "jarras gitanas".

### Ugíjar
La alfarería alpujarreña tuvo focos importantes en Ugíjar y la pedanía de Las Barreras de Órgiva, que llegó a tener doscientos alfareros y veinte hornos. Ugíjar, situado a dos mil metros de altitud, puede considerarse el centro alfarero más alto en la península ibérica. Sus artesanos del barro procedían de Guadix, Berja y Níjar (estos dos ya en la provincia de Almería); tras un asentamiento en Cádiar, se trasladaron al barrio del Cerro en Ugíjar. El trabajo tradicional se ha conservado en su producción de formas populares como cántaros, botijos, alcancías, orzas, queseras, cazuelas, platos, pucheros,  cantarillos con pitorro, bebederos para gallinas, comederos de conejos, macetas, jarras, lebrillos, ladrillos y tejas.

## Alfares desaparecidos
Ya desaparecidos en el transcurso del siglo XX, en la provincia granadina funcionaron alfares en las localidades de Almaciles, Cuevas del Campo, Cúllar, Huéscar, Jun, Loja, Monachil, Motril y Órgiva.